# جودي رودريك
جودي رودريك (بالإنجليزية: Judy Roderick)‏ هي مغنية مؤلفة أمريكية، ولدت في 14 ديسمبر 1942 في وايندوت في الولايات المتحدة، وتوفيت في 22 يناير 1992 في Ravalli, Montana ‏ في الولايات المتحدة بسبب نوبة قلبية.

## وصلات خارجية
- جودي رودريك على موقع ميوزك برينز (الإنجليزية)
- جودي رودريك على موقع ديسكوغز (الإنجليزية)